# Ryder Cup 1987
Ryder Cup 1987 var den 27:e upplagan av matchspelstävlingen i golf som spelas mellan USA och Europa. 1987 års match spelades den 25 - 27 september på Muirfield Village i Dublin, Ohio, USA. Europa var titelförsvarare efter att år 1985 ha vunnit på The Belfry i Wishaw, Warwickshire, England.

## Format
Tävlingen bestod av 28 matcher, fördelade på tre dagar (fredag - söndag) enligt följande:
- Dag 1 Fyra foursome-matcher på förmiddagen, följt av fyra fyrboll-matcher på eftermiddagen
- Dag 2 Fyra foursome-matcher på förmiddagen, följt av fyra fyrboll-matcher på eftermiddagen
- Dag 3 Tolv singelmatcher

En vunnen match ger 1 poäng, medan en oavgjord match ger ½ poäng. Laget som först når 14½ poäng har vunnit. Vid oavgjort 14-14 behåller regerande mästarna (Europa) trofén.

## Lagen
De båda lagen använde sig av olika poängsysten för att avgöra vilka spelare som skulle bli direktkvalificerade till laget. 
| USA Kapten: Jack Nicklaus |               |
| Namn                      | Världsranking |
| Curtis Strange            | 4             |
| Payne Stewart             | 5             |
| Lanny Wadkins             | 9             |
| Ben Crenshaw              | 11            |
| Scott Simpson             | 13            |
| Larry Mize                | 15            |
| Tom Kite                  | 17            |
| Hal Sutton                | 21            |
| Dan Pohl                  | 25            |
| Larry Nelson              | 28            |
| Mark Calcavecchia         | 32            |
| Andy Bean                 | 36            |

| Europa Kapten: Tony Jacklin |               |
| Namn                        | Världsranking |
| Seve Ballesteros            | 2             |
| Bernhard Langer             | 3             |
| Sandy Lyle                  | 7             |
| Ian Woosnam                 | 12            |
| Nick Faldo                  | 20            |
| Gordon Brand Jr             | 40            |
| Howard Clark                | 42            |
| José Maria Olazábal         | 43            |
| Sam Torrance                | 54            |
| José Rivero                 | 68            |
| Ken Brown                   | 77            |
| Eamonn Darcy                | 112           |

Spelarnas ranking per den 20 september 1987.

## Resultat

### Dag 1
| Foursomes                  | Foursomes | Foursomes | Foursomes | Foursomes                            |
| -------------------------- | --------- | --------- | --------- | ------------------------------------ |
| Curtis Strange Tom Kite    | 4 & 2     |           |           | Sam Torrance Howard Clark            |
| Hal Sutton Dan Pohl        | 2 & 1     |           |           | Ken Brown Bernhard Langer            |
| Lanny Wadkins Larry Mize   |           |           | 2 upp     | Nick Faldo Ian Woosnam               |
| Larry Nelson Payne Stewart |           |           | 1 upp     | Seve Ballesteros José Maria Olazábal |

| Fyrbollar                   | Fyrbollar | Fyrbollar | Fyrbollar | Fyrbollar                            |
| --------------------------- | --------- | --------- | --------- | ------------------------------------ |
| Ben Crenshaw Scott Simpson  |           |           | 3 & 2     | Gordon Brand Jr José Rivero          |
| Andy Bean Mark Calcavecchia |           |           | 1 upp     | Sandy Lyle Bernhard Langer           |
| Hal Sutton Dan Pohl         |           |           | 2 & 1     | Nick Faldo Ian Woosnam               |
| Curtis Strange Tom Kite     |           |           | 2 & 1     | Seve Ballesteros José Maria Olazábal |

| Efter första dagen: | \| USA \| 2 \| 6 \| Europa \| |   |        |
| USA                 | 2                             | 6 | Europa |

### Dag 2
| Foursomes                  | Foursomes | Foursomes | Foursomes | Foursomes                            |
| -------------------------- | --------- | --------- | --------- | ------------------------------------ |
| Curtis Strange Tom Kite    | 3 & 1     |           |           | José Rivero Gordon Brand Jr          |
| Hal Sutton Larry Mize      |           | lika      |           | Nick Faldo Ian Woosnam               |
| Lanny Wadkins Larry Nelson |           |           | 2 & 1     | Sandy Lyle Bernhard Langer           |
| Ben Crenshaw Payne Stewart |           |           | 1 upp     | Seve Ballesteros José Maria Olazábal |

| Fyrbollar                  | Fyrbollar | Fyrbollar | Fyrbollar | Fyrbollar                            |
| -------------------------- | --------- | --------- | --------- | ------------------------------------ |
| Curtis Strange Tom Kite    |           |           | 5 & 4     | Nick Faldo Ian Woosnam               |
| Andy Bean Payne Stewart    | 3 & 2     |           |           | Eamonn Darcy Gordon Brand Jr         |
| Hal Sutton Larry Mize      | 2 & 1     |           |           | Seve Ballesteros José Maria Olazábal |
| Lanny Wadkins Larry Nelson |           |           | 1 upp     | Sandy Lyle Bernhard Langer           |

| Efter andra dagen: | \| USA \| 5½ \| 10½ \| Europa \| |     |        |
| USA                | 5½                               | 10½ | Europa |

### Dag 3
| Singlar           | Singlar | Singlar | Singlar | Singlar             |
| ----------------- | ------- | ------- | ------- | ------------------- |
| Andy Bean         | 1 upp   |         |         | Ian Woosnam         |
| Dan Pohl          |         |         | 1 upp   | Howard Clark        |
| Larry Mize        |         | lika    |         | Sam Torrance        |
| Mark Calcavecchia | 1 upp   |         |         | Nick Faldo          |
| Payne Stewart     | 2 upp   |         |         | José Maria Olazábal |
| Scott Simpson     | 2 & 1   |         |         | José Rivero         |
| Tom Kite          | 3 & 2   |         |         | Sandy Lyle          |
| Ben Crenshaw      |         |         | 1 upp   | Eamonn Darcy        |
| Larry Nelson      |         | lika    |         | Bernhard Langer     |
| Curtis Strange    |         |         | 2 & 1   | Seve Ballesteros    |
| Lanny Wadkins     | 3 & 2   |         |         | Ken Brown           |
| Hal Sutton        |         | lika    |         | Gordon Brand Jr     |

| Slutställning: | \| USA \| 13 \| 15 \| Europa \| |    |        |
| USA            | 13                              | 15 | Europa |

Europa vann en historisk seger – för första gången i Ryder Cups 60-åriga historia blev USA slaget på sin hemmaplan!
Europa hade skaffat sig en stor ledning, 10½ mot 5½, inför sista dagens singlar, och det ansågs mest en formalitet att gå in och spela singlarna och säkra de 3½ poängen som behövdes för att behålla cupen. USA var dock starka i singelspelet, och matchen blev mycket jämn och nervig på slutet, inte minst matchen mellan Ben Crenshaw och Eamonn Darcy, där Crenshaw bröt av sin putter och blev tvungen att slutföra rundan med järnettan och sandwedgen som putter. Han lyckades sånär dela matchen men det blev Darcy som avgick med segern. Europas seger säkrades då Seve Ballesteros slog Curtis Strange, och vilda glädjescener utbröt på greenen.